# Conta Especial Emprego e Salário
A Conta Especial Emprego e Salário (CEES) foi criado pela lei 4.589/64. Inicialmente, dez por cento das contribuições sindicais eram destinadas ao CEES. A portaria n.188 de 2014, alterou para vinte por cento as contribuições sindicais para o CEES. A CEES é administrada pelo Ministério do Trabalho e Emprego(MTE). Seus valores integram os recursos do Fundo de Amparo ao Trabalhador (FAT).
No artigo 18 da lei diz que: "os vinte por cento do Imposto Sindical, que formam o "Fundo Social sindical", passarão a constituir uma conta especial denominada"Emprêgo e Salário"que será utilizada, no exercício de 1965, exclusivamente nas despesas de instalação e funcionamento dos órgãos criados ou transformados pela presente Lei, no pagamento do pessoal transferido dos seus cargos em comissão e funções gratificadas.

## Registro Espúrio
Em 19 de setembro  de 2018, a Polícia Federal (PF) deflagrou a quarta fase da Operação Registro Espúrio, com o objetivo de apurar desvios de valores da Conta Especial Emprego e Salário (CEES); agentes federais cumpriram 16 mandados de busca e apreensão e nove mandados de prisão temporária em Brasília, Goiânia, Anápolis, São Paulo e Londrina. Os mandados foram expedidos pelo Supremo Tribunal Federal (STF).